# Hemirhamphodon
Hemirhamphodon là một chi cá lìm kìm trong họ Zenarchopteridae thuộc bộ cá nhói Beloniformes. 

## Các loài
Hiện hành các loài sau được ghi nhận trong chi này:
- Hemirhamphodon byssus H. H. Tan & K. K. P. Lim, 2013[1]
- Hemirhamphodon chrysopunctatus Brembach, 1978
- Hemirhamphodon kapuasensis Collette, 1991
- Hemirhamphodon kecil H. H. Tan & K. K. P. Lim, 2013[1]
- Hemirhamphodon kuekenthali Steindachner, 1901
- Hemirhamphodon phaiosoma (Bleeker, 1852)
- Hemirhamphodon pogonognathus (Bleeker, 1853)
- Hemirhamphodon sesamum H. H. Tan & K. K. P. Lim, 2013[1]
- Hemirhamphodon tengah Collette, 1991